# Lenox Motor Car Company

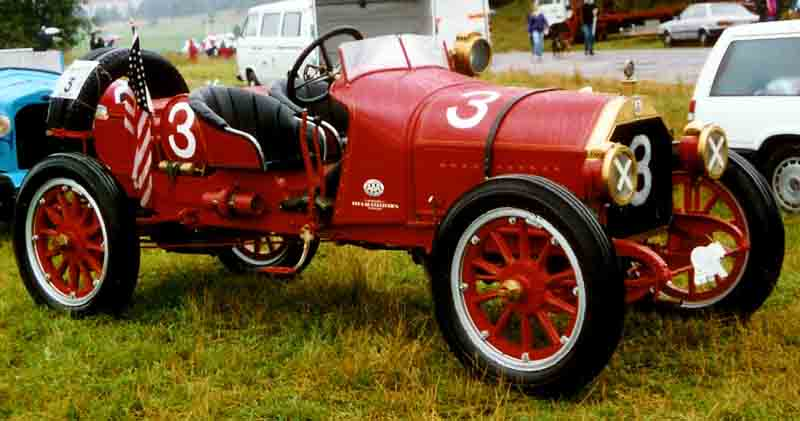
Lenox Model D als Speedster von 1911

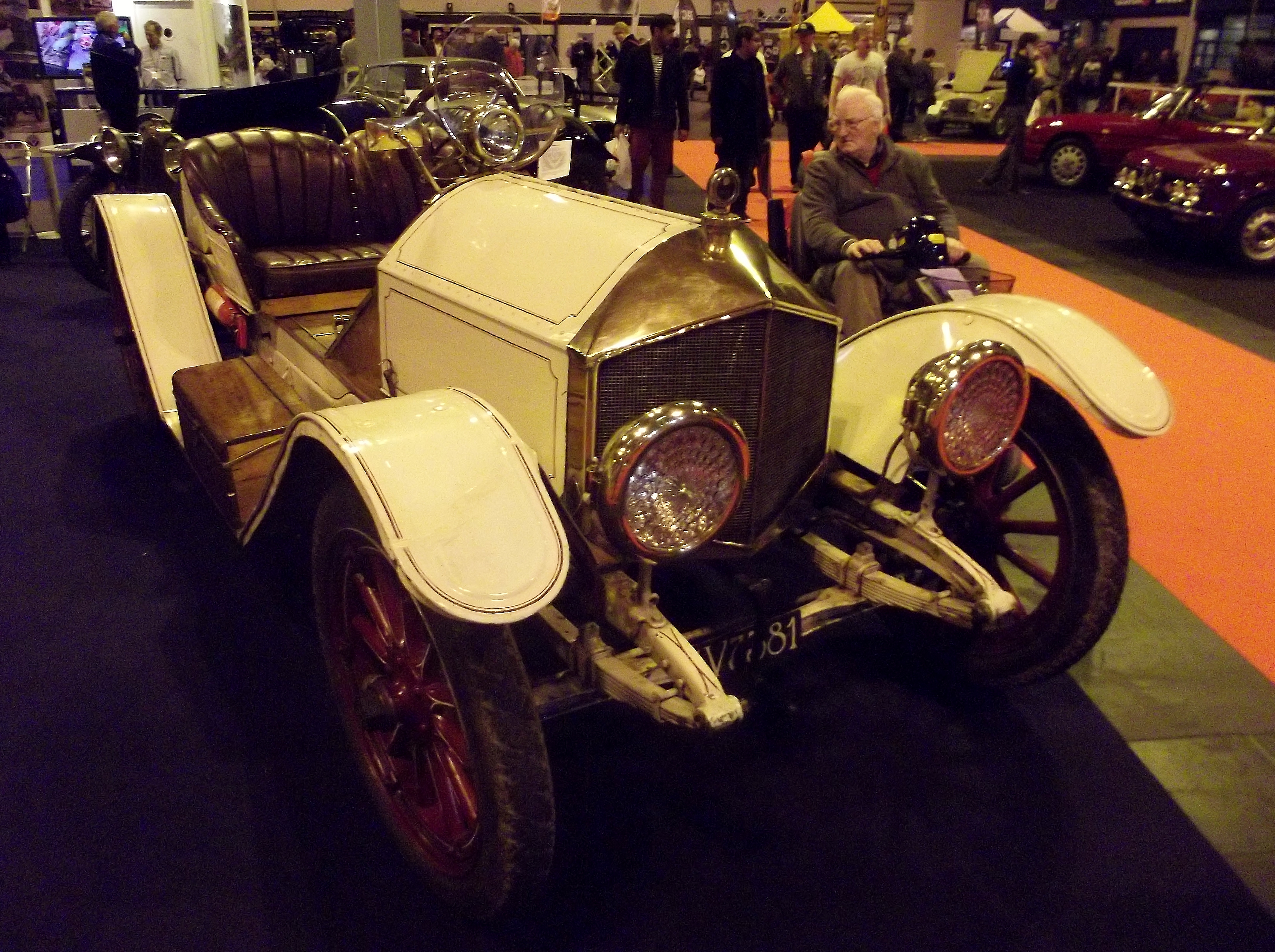
Lenox von 1915

Lenox Motor Car Company war ein US-amerikanischer Hersteller von Kraftfahrzeugen.

## Unternehmensgeschichte
Das Unternehmen wurde im Oktober 1910 in Boston in Massachusetts gegründet. Als Vorgängergesellschaft gilt die Martell Motor Car Company aus Jamaica Plain in Massachusetts, die 1908 gegründet wurde, aber nichts produzierte. Das Werk war zunächst in Jamaica Plain. 1911 begann die Produktion von Personenkraftwagen. Der Markenname lautete Lenox. Anfang 1911 wurde das erste Fahrzeug auf der Boston Automobile Show präsentiert. Konstrukteur war Chester T. Bates, der vorher für die Easton Machine Company tätig war. Noch im gleichen Jahr wurde ein Werk in Boston bezogen, das allerdings 1912 wieder aufgegeben wurde. Dafür wurde zwischen 1912 und 1915 in einem zweiten Werk in Hyde Park produziert.
1915 leitete Daniel M. Emerson das Unternehmen. Die Herstellung von Nutzfahrzeugen und Traktoren kam dazu. Die Produktion fand in einem Werk in Lawrence statt. Ob auch der Firmensitz dahin verlagert wurde, ist ungewiss. Finanzielle Probleme begannen. Im Januar 1917 endete Produktion. Allerdings wurden noch Fahrzeuge des Modelljahrs 1918 angekündigt.
Die Ajax Motors Corporation gilt als Nachfolgegesellschaft.

## Fahrzeuge
Von 1911 bis 1912 gab es den 27 HP. Sein Vierzylindermotor hatte 104,775 mm Bohrung und 133,35 mm Hub. Das ergab 4599 cm³ Hubraum und 27 PS Leistung. Das Fahrgestell hatte 290 cm Radstand. Genannt sind Model A als zwei- und viersitziger Roadster und fünfsitziger Tourenwagen, Model D als Speedster und Model E als Limousine.
1913 folgten zwei Modelle mit Einbaumotoren von Buda. Das Model 4-40 hatte einen Vierzylindermotor mit 107,95 mm Bohrung, 139,7 mm Hub, 5114 cm³ Hubraum und 40 PS Leistung. Der Radstand betrug 300 cm. Zur Wahl standen Runabout mit zwei Sitzen, Tourenwagen mit fünf Sitzen, Speedster mit zwei Sitzen und Limousine mit fünf Sitzen. Das Model 6-60 hatte dagegen einen Sechszylindermotor. 101,6 mm Bohrung und 127 mm Hub ergaben 6178 cm³ Hubraum und 60 PS Leistung. Der Radstand maß 330 cm. Das Fahrzeug war nur als offener Tourenwagen und Limousine mit jeweils sieben Sitzen erhältlich. Die Radstände änderten sich in den nächsten Jahren nicht mehr.
1914 änderten sich nur die Aufbauten. Das Vierzylindermodell gab es in den Ausführungen Model A als fünfsitzigen Tourenwagen, Model B als viersitzigen Tourenwagen, Model C als Roadster und Model D als Speed Car. Für das Sechszylindermodell sind sieben verschiedene Karosserien überliefert: Model AC als fünfsitziger Tourenwagen, Model DC als zwei-, drei- und viersitziger Roadster, Model EC als zweisitziger Torpedo Speed Car, Model FC als fünfsitzige Limousine, Model HC als viersitziger Tourenwagen, Model MC als siebensitziger Tourenwagen und Model NC als siebensitzige Limousine.
1915 war das Vierzylindermodell 40 HP nur noch als Tourenwagen mit fünf Sitzen lieferbar. Der 50 HP war ein neues Sechszylindermodell. Es hatte 95,25 mm Bohrung, 139,7 mm Hub, 5972 cm³ Hubraum und 50 PS Leistung. Auch diese Fahrzeuge waren Tourenwagen mit fünf Sitzen.
Von 1916 bis 1917 gab es den Four mit einem 50-PS-Vierzylindermotor in der Ausführung Model D als Speed Car. Außerdem standen zwei Sechszylindermodelle zur Verfügung. Das Model M war das stärkere mit 60 PS Leistung. Sein Tourenwagen bot Platz für sieben Personen. Das Model O hatte einen Motor mit 50 PS Leistung und eine Karosserie als fünfsitzigen Tourenwagen.
Der Lastkraftwagen war mit 3 Tonnen angegeben.

## Modellübersicht
| Jahr      | Modell     | Ausführung | Zylinder | Leistung (PS) | Radstand (cm) | Aufbau                                                                          |
| --------- | ---------- | ---------- | -------- | ------------- | ------------- | ------------------------------------------------------------------------------- |
| 1911–1912 | 27 HP      | Model A    | 4        | 27            | 290           | Roadster 2-sitzig und 4-sitzig, Tourenwagen 5-sitzig                            |
| 1911–1912 | 27 HP      | Model D    | 4        | 27            | 290           | Speedster                                                                       |
| 1911–1912 | 27 HP      | Model E    | 4        | 27            | 290           | Limousine                                                                       |
| 1913      | Model 4-40 |            | 4        | 40            | 300           | Runabout 2-sitzig, Tourenwagen 5-sitzig, Speedster 2-sitzig, Limousine 5-sitzig |
| 1913      | Model 6-60 |            | 6        | 60            | 330           | Tourenwagen 7-sitzig, Limousine 7-sitzig                                        |
| 1914      | Model 4-40 | Model A    | 4        | 40            | 300           | Tourenwagen 5-sitzig                                                            |
| 1914      | Model 4-40 | Model B    | 4        | 40            | 300           | Tourenwagen 4-sitzig                                                            |
| 1914      | Model 4-40 | Model C    | 4        | 40            | 300           | Roadster                                                                        |
| 1914      | Model 4-40 | Model D    | 4        | 40            | 300           | Speed Car                                                                       |
| 1914      | Model 6-60 | Model AC   | 6        | 60            | 330           | Tourenwagen 5-sitzig                                                            |
| 1914      | Model 6-60 | Model DC   | 6        | 60            | 330           | Roadster 2-sitzig und 3-sitzig und 4-sitzig                                     |
| 1914      | Model 6-60 | Model EC   | 6        | 60            | 330           | Torpedo Speed Car 2-sitzig                                                      |
| 1914      | Model 6-60 | Model FC   | 6        | 60            | 330           | Limousine 5-sitzig                                                              |
| 1914      | Model 6-60 | Model HC   | 6        | 60            | 330           | Tourenwagen 4-sitzig                                                            |
| 1914      | Model 6-60 | Model MC   | 6        | 60            | 330           | Tourenwagen 7-sitzig                                                            |
| 1914      | Model 6-60 | Model NC   | 6        | 60            | 330           | Limousine 7-sitzig                                                              |
| 1915      | 40 HP      |            | 4        | 40            | 300           | Tourenwagen 5-sitzig                                                            |
| 1915      | 50 HP      |            | 6        | 50            | 330           | Tourenwagen 5-sitzig                                                            |
| 1916–1917 | Four       | Model D    | 4        | 50            | 300           | Speed Car                                                                       |
| 1916–1917 | Six        | Model M    | 6        | 60            | 330           | Tourenwagen 7-sitzig                                                            |
| 1916–1917 | Six        | Model O    | 6        | 50            | 330           | Tourenwagen 5-sitzig                                                            |